# Odontoperas
Odontoperas is een geslacht van vlinders van de familie tandvlinders (Notodontidae), uit de onderfamilie Notodontinae.

## Soorten
- O. aethiops Kiriakoff, 1965
- O. archonta Kiriakoff, 1959
- O. aureomixta Kiriakoff, 1959
- O. bergeri Kiriakoff, 1969
- O. caecimacula Kiriakoff, 1962
- O. cyanogramma Kiriakoff, 1968
- O. dentigera Kiriakoff, 1962
- O. fontainei Kiriakoff, 1960
- O. gypsitea Kiriakoff, 1968
- O. heterogyna (Hampson, 1910)
- O. janthina Kiriakoff, 1959
- O. lineata Kiriakoff, 1968
- O. luteimacula Kiriakoff, 1964
- O. obliqualinea (Bethune-Baker, 1911)
- O. rosacea Kiriakoff, 1959
- O. rubricosta Kiriakoff, 1959